# Scopula nubicincta
Scopula nubicincta là một loài bướm đêm trong họ Geometridae.